# 30562 Guttler
30562 Guttler este o planetă minoră (asteroid), cu un diametru de 7,493 km, din centura de asteroizi. A fost descoperită pe 21 iulie 2001 la Stația Anderson Mesa de Lowell Observatory Near-Earth-Object Search și a fost numită după Carsten Güttler⁠(d). 
Obiectul prezintă o orbită caracterizată de o semiaxă mare de 3,2108569 UAi, o excentricitate de 0,16, o înclinație de 0,41943 ° în raport cu ecliptica.